# Lista odcinków serialu Sense8
Poniżej znajduje się lista odcinków serialu telewizyjnego Sense8, emitowanego przez amerykańską stronę internetową platformy Netflix od 5 czerwca 2015 roku do 8 czerwca 2018 roku. Powstały dwie serie, które łącznie składają się z 23 odcinków oraz odcinek finałowy. Serial dostępny jest w polskiej wersji językowej na platformie Netflix. 

## Przegląd serii
| Seria | Seria | Odcinki | Odcinki | Oryginalna emisja (Netflix) | Oryginalna emisja (Netflix) | Oryginalna emisja (Netflix Polska) | Oryginalna emisja (Netflix Polska) | Oryginalna emisja (Netflix Polska) |
| Seria | Seria | Odcinki | Odcinki | Premiera                    | Finał                       | Premiera                           | Finał                              |                                    |
| ----- | ----- | ------- | ------- | --------------------------- | --------------------------- | ---------------------------------- | ---------------------------------- | ---------------------------------- |
|       | 1     | 12      | 12      | 5 czerwca 2015              | 5 czerwca 2015              | 6 stycznia 2016                    | 6 stycznia 2016                    |                                    |
|       | 2     | 12      | 1       | 23 grudnia 2016             | 23 grudnia 2016             | 23 grudnia 2016                    | 23 grudnia 2016                    |                                    |
|       | 2     | 12      | 10      | 5 maja 2017                 | 5 maja 2017                 | 5 maja 2017                        | 5 maja 2017                        |                                    |
|       | 2     | 12      | 1       | 8 czerwca 2018              | 8 czerwca 2018              | 8 czerwca 2018                     | 8 czerwca 2018                     |                                    |

## Seria 1 (2015)
| Nr | #  | Tytuł                                              | Tytuł polski                        | Reżyseria                       | Scenariusz                                              | Premiera (Netflix) | Premiera w Polsce (Netflix Polska) |
| -- | -- | -------------------------------------------------- | ----------------------------------- | ------------------------------- | ------------------------------------------------------- | ------------------ | ---------------------------------- |
| 1  | 1  | Limbic Resonance                                   | Rezonans limbiczny                  | Lana Wachowski, Lilly Wachowski | Lana Wachowski, Lilly Wachowski, J. Michael Straczynski | 5 czerwca 2015     | 6 stycznia 2016                    |
| 2  | 2  | I Am Also a We                                     | Ja to też my                        | Lana Wachowski, Lilly Wachowski | Lana Wachowski, Lilly Wachowski, J. Michael Straczynski | 5 czerwca 2015     | 6 stycznia 2016                    |
| 3  | 3  | Smart Money Is on the Skinny Bitch                 | Większość stawia na chudą dziwkę    | Lana Wachowski, Lilly Wachowski | Lana Wachowski, Lilly Wachowski, J. Michael Straczynski | 5 czerwca 2015     | 6 stycznia 2016                    |
| 4  | 4  | What's Going On?                                   | Co się dzieje                       | Tom Tykwer                      | Lana Wachowski, Lilly Wachowski, J. Michael Straczynski | 5 czerwca 2015     | 6 stycznia 2016                    |
| 5  | 5  | Art is Like Religion                               | Sztuka jest jak religia             | James McTeigue                  | Lana Wachowski, Lilly Wachowski, J. Michael Straczynski | 5 czerwca 2015     | 6 stycznia 2016                    |
| 6  | 6  | Demons                                             | Demony                              | Lana Wachowski, Lilly Wachowski | Lana Wachowski, Lilly Wachowski, J. Michael Straczynski | 5 czerwca 2015     | 6 stycznia 2016                    |
| 7  | 7  | W. W. N. Double D?                                 | C.B.Z.N.D.                          | James McTeigue                  | Lana Wachowski, Lilly Wachowski, J. Michael Straczynski | 5 czerwca 2015     | 6 stycznia 2016                    |
| 8  | 8  | We Will All Be Judged by the Courage of Our Hearts | Będą nas sądzić za odwagę w sercach | Dan Glass                       | Lana Wachowski, Lilly Wachowski, J. Michael Straczynski | 5 czerwca 2015     | 6 stycznia 2016                    |
| 9  | 9  | Death Doesn't Let You Say Goodbye                  | Śmierć nie pozwala się pożegnać     | Lana Wachowski, Lilly Wachowski | Lana Wachowski, Lilly Wachowski, J. Michael Straczynski | 5 czerwca 2015     | 6 stycznia 2016                    |
| 10 | 10 | What is Human?                                     | Co to znaczy być człowiekiem?       | Lana Wachowski, Lilly Wachowski | Lana Wachowski, Lilly Wachowski, J. Michael Straczynski | 5 czerwca 2015     | 6 stycznia 2016                    |
| 11 | 11 | Just Turn the Wheel and the Future Changes         | Zawróć, a odmienisz bieg losu       | Tom Tykwer                      | Lana Wachowski, Lilly Wachowski, J. Michael Straczynski | 5 czerwca 2015     | 6 stycznia 2016                    |
| 12 | 12 | I Can't Leave Her                                  | Nie mogę jej zostawić               | Lana Wachowski, Lilly Wachowski | Lana Wachowski, Lilly Wachowski, J. Michael Straczynski | 5 czerwca 2015     | 6 stycznia 2016                    |

## Odcinek specjalny (2016)
| Nr | # | Tytuł                                      | Tytuł polski                          | Reżyseria      | Scenariusz                             | Premiera (Netflix) | Premiera w Polsce (Netflix Polska) |
| -- | - | ------------------------------------------ | ------------------------------------- | -------------- | -------------------------------------- | ------------------ | ---------------------------------- |
| 13 | 1 | Happy Fucking New Year A Christmas Special | Szczęśliwego pierdolonego Nowego Roku | Lana Wachowski | Lana Wachowski, J. Michael Straczynski | 23 grudnia 2016    | 23 grudnia 2016                    |

## Seria 2 (2017)
| No | #  | Tytuł                                                         | Tytuł polski                                       | Reżyseria      | Scenariusz                             | Premiera (Netflix) | Premiera w Polsce (Netflix Polska) |
| -- | -- | ------------------------------------------------------------- | -------------------------------------------------- | -------------- | -------------------------------------- | ------------------ | ---------------------------------- |
| 14 | 2  | Who Am I?                                                     | Kim jestem?                                        | Lana Wachowski | Lana Wachowski, J. Michael Straczynski | 5 maja 2017        | 5 maja 2017                        |
| 15 | 3  | Obligate Mutualisms                                           | Symbiotyczna zależność                             | Lana Wachowski | Lana Wachowski, J. Michael Straczynski | 5 maja 2017        | 5 maja 2017                        |
| 16 | 4  | Polyphony                                                     | Polifonia                                          | James McTeigue | Lana Wachowski, J. Michael Straczynski | 5 maja 2017        | 5 maja 2017                        |
| 17 | 5  | Fear Never Fixed Anything                                     | Strach nigdy nie popłaca                           | James McTeigue | Lana Wachowski, J. Michael Straczynski | 5 maja 2017        | 5 maja 2017                        |
| 18 | 6  | Isolated Above, Connected Below                               | Na powierzchni osobno, w głębi razem               | Lana Wachowski | Lana Wachowski, J. Michael Straczynski | 5 maja 2017        | 5 maja 2017                        |
| 19 | 7  | I Have No Room In My Heart For Hate                           | W moim sercu szkoda miejsca na nienawiść           | James McTeigue | Lana Wachowski, J. Michael Straczynski | 5 maja 2017        | 5 maja 2017                        |
| 20 | 8  | All I Want Right Now Is One More Bullet                       | Wystarczy mi jedna kula                            | Dan Glass      | Lana Wachowski, J. Michael Straczynski | 5 maja 2017        | 5 maja 2017                        |
| 21 | 9  | What Family Actually Means                                    | Czym tak naprawdę jest rodzina                     | Lana Wachowski | Lana Wachowski, J. Michael Straczynski | 5 maja 2017        | 5 maja 2017                        |
| 22 | 10 | If All the World's a Stage, Identity Is Nothing But a Costume | Jeśli świat jest sceną, tożsamość to tylko kostium | Tom Tykwer     | Lana Wachowski, J. Michael Straczynski | 5 maja 2017        | 5 maja 2017                        |
| 23 | 11 | You Want a War                                                | Chcecie wojny?                                     | Lana Wachowski | Lana Wachowski, J. Michael Straczynski | 5 maja 2017        | 5 maja 2017                        |

## Odcinek finałowy (2018)
| Nr | #  | Tytuł             | Tytuł polski      | Reżyseria      | Scenariusz                                       | Premiera (Netflix) | Premiera w Polsce (Netflix Polska) |
| -- | -- | ----------------- | ----------------- | -------------- | ------------------------------------------------ | ------------------ | ---------------------------------- |
| 24 | 12 | Amor Vincit Omnia | Amor vincit omnia | Lana Wachowski | Lana Wachowski, David Mitchell, Aleksandar Hemon | 8 czerwca 2018     | 8 czerwca 2018                     |